# Корам (Монтана)
Корам (енгл. Coram) насељено је место без административног статуса у америчкој савезној држави Монтана.

## Демографија
По попису из 2010. године број становника је 539, што је 202 (59,9%) становника више него 2000. године.
| Група             | 2000.       | 2010.       |
| Белци             | 312 (92,6%) | 507 (94,1%) |
| Афроамериканци    | 0 (0,0%)    | 0 (0,0%)    |
| Азијати           | 3 (0,9%)    | 1 (0,2%)    |
| Хиспаноамериканци | 7 (2,1%)    | 3 (0,6%)    |
| Укупно            | 337         | 539         |